# Roberto Crippa

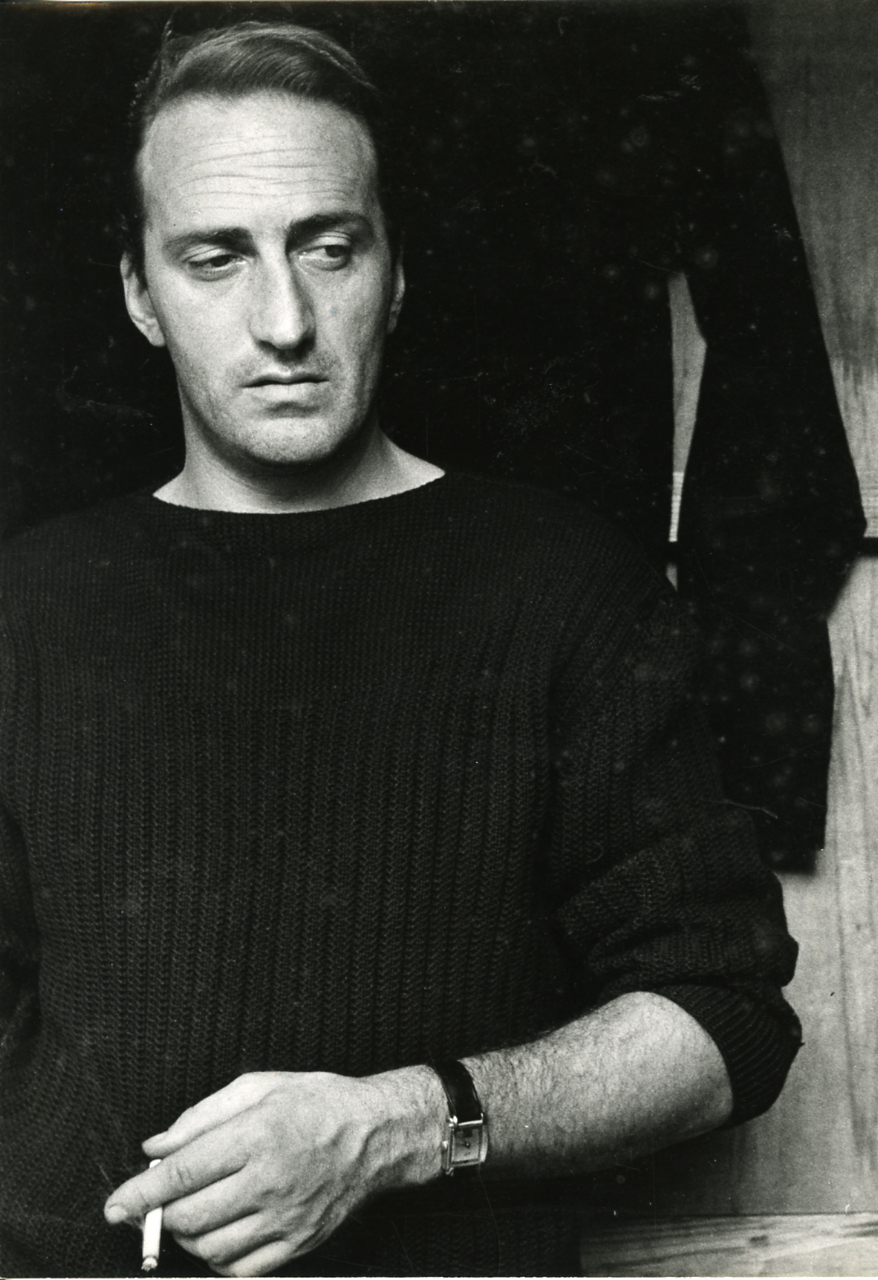
Roberto Crippa, 1955

Roberto Crippa (* 7. Mai 1921 in Monza; † 19. März 1972 in Mailand) war ein italienischer Maler.
Roberto Crippa besuchte 1947 bis 1948 die „Accademia di Brera“ in Mailand und studierte bei Aldo Carpi, Carlo Carrà und Achille Funi.

## Leben
Seine ersten Arbeiten sind von dem Werk Pablo Picassos und dem Kubismus inspiriert.
Später fand er zu seiner eigenen Bildsprache: Im Jahr 1946 malte er seine „Spiralen“, die vom „Surrealistischen Automatismus“ beeinflusst sind. Roberto Crippa war einer der ersten Vertreter der „Aktionsmalerei“. Roberto Crippas erste Ausstellung fand 1947 in der "Galerie Bergamini" in Mailand statt. Sie wurden dort begeistert von Lucio Fontana besichtigt, der auch eine „Spirale“ erwarb und Crippa einlud, der Künstlerbewegung „Spazialismo“ beizutreten (auch: „Movimento Spaziale“ – Fontana wollte dabei konkrete Kunst sowie experimentelle und provokante Methoden des Dadaismus miteinander verbinden.)
Crippa nimmt 1948 an der Triennale in Mailand und 1948 bis 1954 an der Biennale von Venedig teil.
Er unternahm eine Reihe von Studienreisen, die ihn nach Paris und zu Kontakten mit Victor Brauner und nach New York City zum künstlerischen Austausch mit Max Ernst und Marcel Duchamp bringen.
Im Jahr 1954 stellte er erneut auf der Biennale von Venedig und der X. Triennale von Mailand und in New York aus. Im Jahr 1955 war er Teilnehmer der documenta 1 in Kassel. 1956 stellte er wiederum auf der Biennale von Venedig (wie auch 1958, sowie in den Jahren 1964 und 1968 mit einem eigenen Raum), außerdem in Tokio, Hiroshima, Amsterdam, Madrid, Paris und Rom aus. 1957 besuchte er New York, London und Buenos Aires. In den 1960er Jahren wurden seine Werke weltweit gezeigt.

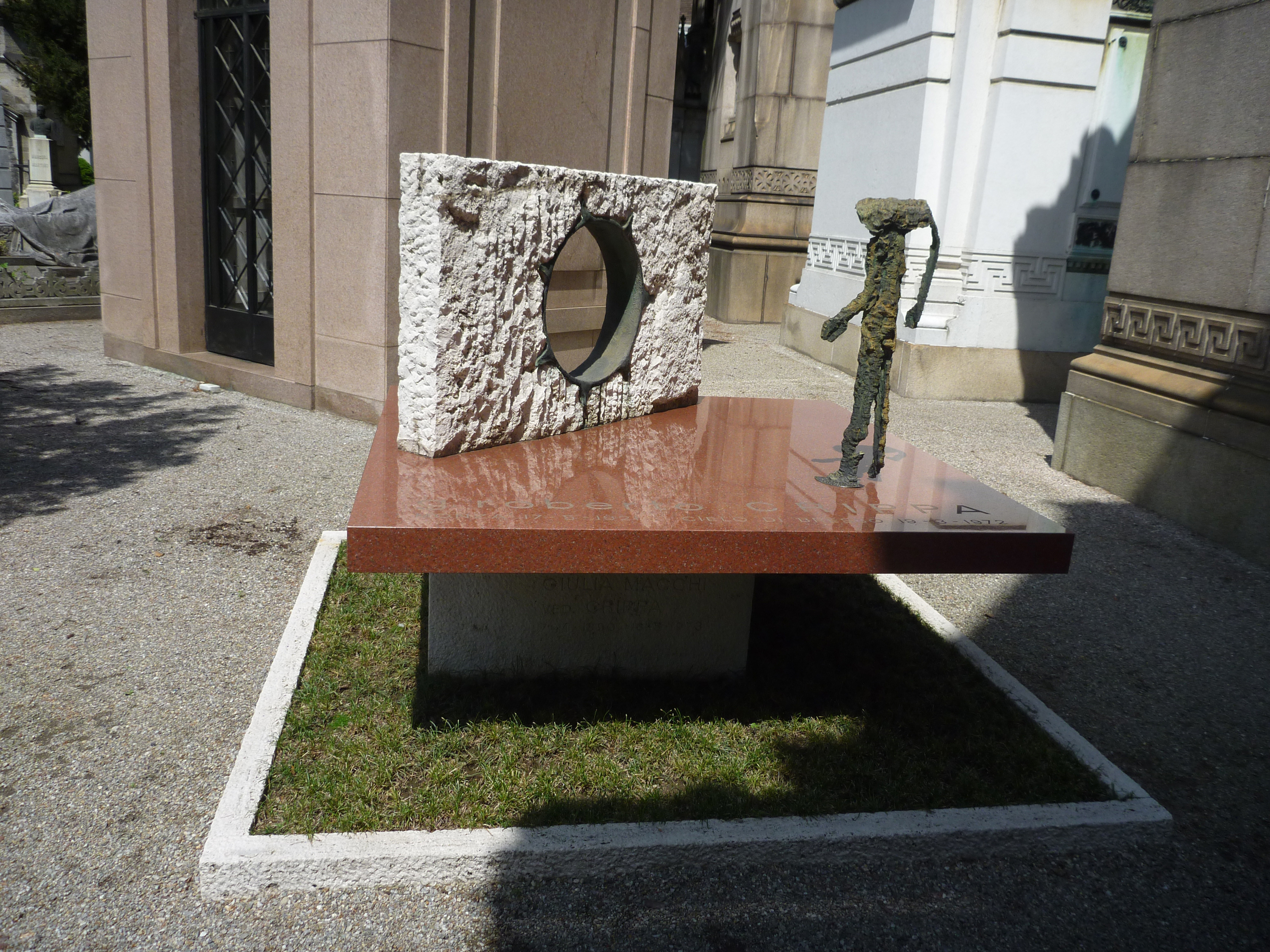
Grab von Roberto Crippa auf dem Cimitero Monumentale in Mailand

Roberto Crippa war außerdem ein Kunstpilot von internationalem Rang. Er starb 1972 bei einem Flugzeugabsturz bei Mailand.